# Kheira Hamraoui
Kheira Hamraoui (Croix, 13 de enero de 1990) es una futbolista francesa que juega como centrocampista en el Al-Shabab de la Saudi Women's Premier League. Es internacional con la selección de Francia.

## Trayectoria

### Carrera juvenil
Hamraoui comenzó su carrera futbolística con Clairefontaine, una academia de fútbol de renombre para jugadoras juveniles francesas.

### División 1 Féminine
Hamraoui ha jugado la mayor parte de su carrera en la División 1 Féminine, para clubes como Hénin-Beaumont, Saint-Étienne y PSG. En Saint-Étienne, fue una parte crucial del primer y único título importante del club, la Copa Femenina de Francia de 2011.
Hamraoui fichó por el Lyon procedente del PSG en 2016 después de pasar cuatro años en el club. Fue aquí donde ganó dos triples continentales al ganar la Liga de Campeones dos veces, la Copa Femenina de Francia dos veces y terminar primera en la Division 1 Féminine durante dos temporadas consecutivas. En junio de 2018 anunció su salida de la liga francesa y que buscaba una nueva oportunidad en el extranjero.

### 2018–21: Barcelona
Dejó Lyon en 2018 para firmar un contrato de dos años con el Barcelona, su primera aventura fuera de Francia.
En su primera temporada con el club, les ayudó a avanzar a las semifinales de la Liga de Campeones por primera vez. Jugaron contra el Bayern de Múnich y Hamraoui anotó un importante gol a domicilio en el partido de ida con un tiro raso al ángulo inferior izquierdo. En el partido de vuelta en el Miniestadi, el Barcelona aumentó su marcador global tras un gol de penalti, pero Hamraoui se vio expulsado tras recibir una segunda tarjeta amarilla. Barcelona ganó 2-0 en el global para avanzar a su primera final de la Liga de Campeones, pero Hamraoui fue suspendida y no pudo jugar contra su antiguo club. Lyon ganó la final 4-1.
En su última temporada con el club, logró el triplete histórico de Primera División, Liga de Campeones y Copa de la Reina.
El 24 de junio de 2021 anunció que se marchaba de Barcelona, afirmando en Twitter que "He alcanzado TODOS mis objetivos con Barcelona ... Mi misión aquí ha terminado. Empieza una nueva aventura".

### 2021-2023: Regreso al Paris Saint-Germain
El 15 de julio, Hamraoui firmó un contrato de dos años con el Paris Saint-Germain.

### 2023: América
El 18 de septiembre se oficializa su fichaje por el Club América de la Liga MX Femenil.

## Selección nacional
En octubre de 2012 Hamraoui hizo su debut con la selección de Francia en un partido amistoso contra Inglaterra.
Formó parte de la selección de Francia en la Copa Mundial Femenina de la FIFA 2015 y en los Juegos Olímpicos de 2016.
Hamraoui no ha recibido una convocatoria de la selección nacional desde abril de 2019 y no fue seleccionada para el equipo de Francia en la Copa Mundial Femenina de la FIFA 2019.

## Clubes
| Club                | País           | Año       |
| ------------------- | -------------- | --------- |
| Clairefontaine      | Francia        | 2006-07   |
| Hénin-Beaumont      | Francia        | 2007-08   |
| Santo Etienne       | Francia        | 2008-12   |
| Paris Saint Germain | Francia        | 2012-16   |
| Lyon                | Francia        | 2016-18   |
| FC Barcelona        | España         | 2018-21   |
| Paris Saint Germain | Francia        | 2021-23   |
| América             | México         | 2023-24   |
| Al-Shabab           | Arabia Saudita | 2024-act. |

## Palmarés
Santo Etienne
- Copa Femenina de Francia: 2011

Paris Saint Germain
- Copa Femenina de Francia: subcampeón, 2014

Lyon
- Division 1 Féminine: 2016-17, 2017-18
- Liga de Campeones Femenina de la UEFA: 2016-17, 2017-18
- Copa Femenina de Francia: 2017

Barcelona
- Primera División : 2019-20 , 2020-21
- Liga de Campeones Femenina de la UEFA: 2020-21, subcampeón: 2018-19
- Copa de la Reina: 2020, 2021
- Supercopa de España Femenina: 2020
- Copa Catalunya: 2019
- Copa de Chipre: 2014

Individual
- Equipo de la temporada de la Liga de Campeones Femenina de la UEFA: 2019-20

## Agresión de 2021
El 4 de noviembre de 2021, Hamraoui fue víctima de una emboscada cuando dos encapuchados la golpearon con una barra de hierro en las piernas. Tras las sospechas de una rivalidad deportiva con su colega del Paris Saint-Germain Aminata Diallo que quedó en libertad luego de su custodia, la investigación se encaminó hacia un posible ajuste de cuentas relativo a una pasada relación con el exfutbolista Éric Abidal.
En febrero de 2022, sus compañeras en la selección de Francia Marie-Antoinette Katoto y Kadidiatou Diani mostraron su apoyo a Diallo en la celebración de un gol.
El 14 de septiembre de 2022, se dio a conocer que tres hombres de unos veinte años habían sido arrestados, mientras que un cuarto sospechoso fue detenido al día siguiente. Como parte de la investigación y retomando la hipótesis de una rivalidad entre Hamraoui y Diallo, ésta fue arrestada el 16 de septiembre y puesta nuevamente bajo custodia policial. Los cinco sospechosos están imputados por violencia agravada y asociación criminal. Diallo, designada como «patrocinadora del ataque para permitirle ocupar el puesto de la víctima [Hamraoui] durante futuras competiciones», fue puesta en prisión preventiva para luego quedar en libertad bajo control judicial el 21 de septiembre.
El caso tomó otro giro con las revelaciones del diario Le Parisien que tuvo acceso al expediente y que van más allá del ataque a la futbolista. Así, el agente de Marie-Antoinette Katoto y Aminata Diallo, un tal César M., habría condicionado el fichaje de Katoto por el PSG al fichaje de otra jugadora a la que también representa. Era Aminata Diallo. Además, según el periódico francés, el agente también habría puesto como condición la salida de Hamraoui. También se dio a conocer que este mismo César M. habría intentado chantajear a Ulrich Ramé (director deportivo del PSG en ese momento) para concretar la extensión del contrato de Diallo, amenazándolo con revelar un escándalo sexual donde se ve involucrado el exentrenador Didier Ollé-Nicolle como actor principal. Del mismo modo, Le Parisien reveló amenazas muy específicas de César y Diallo dirigidas a la entrenadora de la selección francesa Corinne Deacon.